# Грабовская, Эльжбета
Эльжбета Шидловская (в замужестве — Грабовская) (пол. Elżbieta Grabowska, 1748 — 1 июня 1810, Варшава) — польская дворянка, любовница и, возможно, морганатическая жена последнего короля Речи Посполитой Станислава Августа Понятовского.

## Биография
Представительница польского шляхетского рода Шидловских герба «Любич». Старшая дочь воеводы плоцкого Теодора Шидловского (1714—1795) от второго брака с Терезой Витковской (1722—1778), дочери ловчего черниговского Томаша Витковского.
В 1768 году Эльжбета вышла замуж за польского шляхтича, генерал-лейтенанта Яна Ежи Грабовского (? — 1789) . Некоторые из детей от этого брака на самом деле были детьми последнего короля Речи Посполитой Станислава Августа Понятовского.
В 1789 году Эльжбета стала вдовой и, возможно, заключила тайный, морганатический брак с польским королем Станиславом Августом Понятовским, оставаясь известной при дворе как его официальная фаворитка (maîtresse-en-titre). Однако Виридианна Фишер, современница Эльжбеты, которая её знала, сообщила, что разговоры об этом браке распространялись лишь после смерти Станислава Понятовского, и их распространяла сама Эльжбета, но, как правило в них не верили. Считалось, что она осуществляла некоторое влияние на короля во время его правления, что воспринималось негативно и делало её непопулярной.
В 1795 году король Станислав Август Понятовский отрекся от королевского престола после третьего раздела Польши и жил в Гродно под российским патронажем, пока в 1796 году русский император Павел I Петрович не пригласил его в Санкт-Петербург. Эльжбета вместе с двумя сыновьями Станиславом и Михалом увезли короля в Петербург, чтобы заботиться о нём там, и она жила с ним до его внезапной смерти в 1798 году. После этого она вернулась в Варшаву, находившуюся под контролем Пруссии, где стала меценаткою. Эльжбета Грановская скончалась в Варшаве 1 июня 1810 года, пережив четверых своих детей.
У неё было трое сыновей и две дочери от связи с польским королем, а их второй сын Михал Грабовский отличился в бою, в конце концов стал генералом в армии Варшавского герцогства.

## Дети
- Станислав Грабовский (1780—1845), граф, министр просвещения Царства Польского
- Михал Грабовский (1773—1812), бригадный генерал Великого герцогства Варшавского
- Казимир Грабовский (1774—1833), польский переводчик, маршалок волковысский
- Александра Грабовская (1771—1789), супруг с 1787 года Франтишек Салезий Красицкий
- Изабелла Грабовская (1776—1858), супруг с 1795 года — Валентий Фаустин Соболевский (1765—1831)
- Констанция Грабовская.